# Éric de Cromières
Éric de Cromières (n. 20 noiembrie 1953, Alger, Algeria franceză, Franța – d. 23 iulie 2020, centre hospitalier universitaire de Clermont-Ferrand⁠(d), Franța) a fost director sportiv și director executiv al companiei Michelin.
Familia de Cromières are rădăcini lungi în sud-vestul departamentului Haute-Vienne, lângă Cussac.
În 2006, Éric de Cromières a devenit membru al consiliului de administrație al ASM Clermont Auvergne. În 2012, René Fontès, președintele ASM Clermont Auvergne, l-a ales pe de Cromières ca succesor în această funcție; cel din urmă a intrat în funcție în 2013. Clubul pe care l-a condus a devenit campion al Franței în 2017.
Éric de Cromières este absolvent al HEC Paris.